# 5P-27
5P-27은 러시아가 개발한 함대공 탐지 레이다로, 고르쉬코프급 호위함에 탑재되는 3차원 대공 레이다다. AESA 레이다며, 'Furke-4'라고도 불린다. 전투기 크기의 표적 탐지거리가 150km로, SMART-S 레이다와 제원이 유사하다. 두 레이다 모두 만재배수량 5,000톤 미만 호위함에 탑재된다는 공통점이 있다.

## 제원
- 이름 : 5P-27
- 주파수 : E 밴드 주파수
- 시스키밍 미사일 : 탐지거리 60km
- 5 sqm 크기의 전투기 표적 : 150km
- 최대(Max) 탐지거리 : 200km
- 회전속도 : 30 RPM
- MTBF : 850 시간

## 같이 보기
- MR-710
- 3R41
- 30N6E
- OPS-24
- AN/SPY-1
- APAR
- 고르쉬코프급 호위함
- TRS-3D